# Dendrophthora haberi
Dendrophthora haberi är en sandelträdsväxtart som beskrevs av J. Kuijt. Dendrophthora haberi ingår i släktet Dendrophthora och familjen sandelträdsväxter. Inga underarter finns listade i Catalogue of Life.